# (20667) 1999 UM11
1999 يو أم 11 (ويعرف أيضًا باسم (20667) 1999 يو أم 11 وفق تسمية الكوكب الصغير) (بالإنجليزية: 1999 UM11)‏؛ هو كويكب ضمن حزام الكويكبات.
اكتُشف هذا الجُرم الفلكي بواسطة كورادو كورليفيتش في 27 أكتوبر 1999، وترتيبه 20667 من حيث الاكتشاف.

## الوصف
اكتُشف 206671999UM في 27 أكتوبر 1999 في مرصد فيشنجان الفلكي، الواقع في فيشنجان، مقاطعة إستريا في كرواتيا، بواسطة عالم الفلك الكرواتي كورادو كورليفيتش. وقد رصد المشروع 1,898 مشاهدة للكويكب إلى غاية 5 فبراير 2022 بتوقيت منطقة المحيط الهادئ، أي في مدة قدرها 11,641 يومًا (31.9 عام). تستغرق الفترة المدارية للكويكب 2,080 يومًا (5.7 عام).

## الخصائص المدارية
يتميز مدار هذا الكويكب بنصف محور رئيسي يبلغ 3.19 وحدة فلكية، وحضيض قدره 2.8 وحدة فلكية، وانحراف قدره 0.121 وزاوية ميلان 1.68 درجة بالنسبة لمسار الشمس. بسبب هذه الخصائص، أي نصف المحور الرئيسي بين 2 و3.2 وحدة فلكية وحضيض أكبر من 1,666 وحدة فلكية، يُصنف هذا الجُرم الفلكي وفقًا لقاعدة بيانات مختبر الدفع النفاث لأجرام النظام الشمسي الصغيرة كائنًا من حزام الكويكبات الرئيسي.

## الخصائص الفيزيائية
يُقدر القدر المطلق (H) لـ206671999UM بـ13.73 ووضاءته بـ0.078، مما يمكِّن تقدير قطره بـ 8.288كم. استُخلصت هذه النتائج بفضل ملاحظات مستكشف الأشعة تحت الحمراء عريض المجال (WISE)، وهو مرصد فضائي أمريكي وُضع في المدار في عام 2009 ويراقب السماء بأكملها بالأشعة تحت الحمراء، في عام 2011، نُشرت النتائج الأولى المتعلقة بالكويكبات من الحزام الرئيسي.

## وصلات خارجية
- (20667) 1999 UM11 في قاعدة بيانات مختبر الدفع النفاث لأجرام النظام الشمسي الصغيرة

- الاكتشاف · مخطط المدار ·  العناصر المدارية · المعلمات المادية

- (20667) 1999 UM11 على موقع ويكي سكاي: DSS2, SDSS, GALEX, IRAS, Hydrogen α, X-Ray, Astrophoto, Sky Map, Articles and images